# Landboforening
En landboforening er en forening, der fortrinsvis har gårdejere og proprietærer som medlemmer. Fra 1. januar 2003 er landboforeningerne tilsluttede organisationen Dansk Landbrug. 

## Landboforeningernes opgaver
Landboforeningerne arbejder for en faglig dygtiggørelse af landmændene. Dette sker blandt andet ved hjælp af foreningernes konsulenter, der rådgiver landmændene. Desuden varetager landboforeningerne medlemmernes erhvervsøkonomiske interesser. 

## Landhusholdningsselskabet
I 1769 oprettede regeringen Det Kongelige Danske Landhusholdningsselskab. Dette selskab havde tætte forbindelser til godsejerne. Selskabet skulle fremme regeringens politik om en udvikling af landbruget. Selskabet eksisterer stadigvæk. I dag er der ikke noget formaliseret samarbejde mellem Landboforeningerne og Landhusholdningsselskabet. 
Som en følge af landboreformerne, der indledte Stavnsbåndets løsning i 1788, opmuntrede Landhusholdningsselskabet godsejerne og proprietærerne til at danne lokale landøkonomiske selskaber.
Af disse selskaber eksisterer Fyens Stifts Patriotiske Selskab (dannet 1810, 342 medlemmer i 2006), Øernes Landøkonomiske Selskab (Lolland-Falster) (111 medlemmer i 2006) og Det thylandske landøkonomiske Selskab (Sydthy og Thyholm) (373 medlemmer i 2006). De øvrige landøkonomiske selskaber er fusioneret med omkringliggende landboforeninger. 
Den ældste forening Bornholms Landøkonomiske Forening (oprettet i 1805) blev fusioneret med Bornholms Familielandbrug den 22. marts 2006. Den nye forening er en fællesforening,  Bornholms Landbrug. 
Patriotisk Selskab er stadig præget af det store landbrug, mens Det thylandske landøkonomiske Selskab er en almindelig landboforening præget af gårdejere.

## De første landboforeninger
Fra 1840 blev der dannet egentlige landboforeninger. I disse foreningers første år var det proprietærer og præster, der stod i spidsen. (Præstegården var som regel større end sognets almindelige bondegårde). Fra slutningen af 1800-tallet skete der en demokratisering af landboforeningerne, hvorved gårdejerne fik den afgørende indflydelse. 

## Andre landbrugsorganisationer
I praksis har landboforeningerne især varetaget det mellemstore landbrugs interesser. Godsejerne havde deres særlige tolvmandsforeninger. I 1800-tallet var det meget få husmænd, der var medlemmer af landboforeningerne. Fra 1900 dannede de deres egne husmandsforeninger. 
I 1919 dannes Landbrugsrådet af landboforeningerne og Andelsbevægelsen. Under landbrugskrisen 1932-1939 var husmandsforeningerne tilsluttede Landbrugsrådet. På grund af modsætninger mellem de store og de mindre landbrugere stod husmændene ellers i mange år udenfor Landbrugsrådet. 
Den 1. januar 1997 trådte godsejerne ind i Landboforeningerne, hvor de oprettede en særlig Tolvmandssektion. 
Pr. 1. januar 2003 danner Dansk Famlielandbrug (de tidligere husmandsforeninger) og De Danske Landboforeninger organisationen Dansk Landbrug. I denne organisation indgår Tolvmandsforeningerne og Familielandbruget som særlige sektioner. 